# SAFARI (フランスの制度)
SAFARIは、ジョルジュ・ポンピドゥー政権下のフランス政府が個人データの中央データベースを作ろうとした試みである。このデータベースは、特にINSEEコード（社会保障番号としても使用される）を使用してデータを相互接続することになっていた。
1974年3月21日のル・モンド紙の記事により、このプロジェクトに国民の関心が集まることになった。このプロジェクトへの国民の反対は大きく、データプライバシーを保証するために、情報処理および自由に関する国家委員会(CNIL)が設立されることになった。
SAFARIは、Systeme Automatise pour les Fichiers Administratifs et le Repertoire des Individus(管理データと個人の蓄積の自動システム)という言葉が由来である。